# تلافی خصمانه
تلافی خصمانه (انگلیسی: The Rise) که در آمریکای شمالی با نام برهوت (انگلیسی: Wasteland) اکران شد، یک فیلم جنایی بریتانیایی با موضوع انتقام است که در سال ۲۰۱۲ منتشر شد.

## بازیگران
- لوک تردئوی
- ایوان ریان
- تیموتی اسپال
- ونسا کربی
- نیل مسکل
- متیو لوئیس